# Орешковцы
Орешковцы (укр. Орішківці) — село в Бобрской городской общине Львовского района Львовской области Украины.
Население по переписи 2001 года составляло 201 человек. Занимает площадь 0,862 км². Почтовый индекс — 81715. Телефонный код — 3239.